# Активний туризм
Активний туризм — усі види туристських подорожей у різноманітному природному середовищу, які характеризуються активним способом пересування (пішим, велосипедним, лижним, кінним та водним з застосуванням малих плавзасобів) по маршруту, тобто з витратою відповідних фізичних зусиль туриста.
В даний час до активних видів туризму відносять пішохідний, лижний, водний, велосипедний, гірський, кінний, авто-і мототуризм і спелеотуризм.
Особливістю активного туризму є те, що досягнення спортивних результатів тут не є головною метою, і тому він може бути більш масовим, доступним для широких верств населення.
Головним завданням активного туризму є приучення громадян до корисного і раціонального використання вільного часу, забезпечення оптимального використання туристських ресурсів, турбота про особисту безпеку туристів, захист їх прав, інтересів, майна.

## Мета активного туризму полягає в
- оздоровленні, відновленні сил, поліпшенні медико-фізіологічних даних за допомогою зміни форм діяльності, дозованого руху, раціонального харчування, нервового розвантаження, підвищення адаптації до незвичних умов;
- вдосконаленні загальної і спеціальної фізичної підготовки, виробленні витривалості, спритності, сили, рівноваги;
- наданні практичних навичок у доланні перешкод, оволодінні технікою пересування пішки, на лижах, їзди на велосипеді, греблі;
- психічному вдосконаленні та емоційному збагаченні внутрішнього світу людини, вихованні рішучості, сміливості, впевненості в собі, відповідальності;
- розширенні краєзнавчого кругозору, вдосконаленні навчально-методичної підготовки, поповненні знань з географії, біології, історії, етнографії і культури;
- засвоєнні теоретичних основ організації і проведення походів, розробки маршрутів, планування роботи туристських гуртків;
- набутті спортивного досвіду участі в походах

## Види активного туризму
Типи активного туризму, на яких наголошується сьогодні, розвивалися десятиліттями. Та систематика, яка існує зараз, остаточно сформувалася у 1980-х роках. Проте протягом 20 років ця класифікація не змінювалася, хоча з’явилися нові тенденції. Останнім часом особливого значення набуває кінний, вітрильний та інші види туризму. Таким чином, сьогодні розрізняють такі види активного туризму: пішохідний; гірський; лижний; водний; велосипедний; мотоциклетний; автомобільний; вітрильний; печерний; кінний; комбінований.
Пішохідний туризм— один із найпоширеніших видів спортивного туризму, основною метою якого є подолання маршруту від пункту відправлення до пункту прибуття групою туристів за обумовлений час. Його можна вважати основним, основним. Піші прогулянки не потребують додаткових засобів пересування (наприклад, лижі, вода, велосипеди тощо), спеціального спорядження (наприклад, для альпінізму та спелеології).
Гірський туризм — гірські подорожі, пов'язані зі складним гірським рельєфом (схили, хребти, льодовики, гірські перевали), перетином гірських потоків тощо. Гірський туризм характеризується великим фізичним навантаженням на організм людини в умовах низького атмосферного тиску і високої сонячної радіації, що вимагає використання різноманітних спортивних і страхових засобів і способів подолання перешкод, а також особливих стратегій маршрутів подорожей.
Сюди ж відноситься і лижний туризм – вид активного туризму, основною метою якого є катання на лижах, швидкісний спуск по схилах. Це один із найстаріших видів активного відпочинку, але кількість бажаючих покататися на гірських лижах з кожним роком зростає через його активну популярність, а навіть модність і доступність цього виду спорту. Розважальних заходів стає все більше. Широка аудиторія, включно з дітьми.Практично на всіх гірськолижних курортах є траси для професіоналів і новачків, пункти прокату спорядження і лижні школи з досвідченими інструкторами, численні ресторани і заклади відпочинку, які часто називають апре-скі (від фр. après-ski).
Водний туризм — один із видів туризму, заснований на подоланні маршрутів водної поверхні. Включно з круїзами для відвідування річок, озер і бібліотек. Водний туризм вдало поєднує елементи пізнання, активного відпочинку, здоров'я та спорту. Він підходить практично всім здоровим людям, незалежно від віку.
Велосипедний туризм — це велосипедна подорож. Подорожувати на велосипеді можуть люди будь-якого віку, оскільки його навантаження легко регулюється. Це відмінний відпочинок для тих, хто любить відвідувати нові місця, водночас активно займаючись.
Велотури можна організувати двома способами.
- Звертайтеся до послуг турфірм, які пропонують пільгові квитки на велосипедні екскурсії пам'ятними місцями
- Плануйте свій власний маршрут самостійно.
Якщо в першому варіанті велосипедистам не потрібно турбуватися про організацію велопрогулянок, то самостійне планування подорожі вимагає великої відповідальності.
Автотуризм — це любительські подорожі на автомобілях, мотоциклах і мопедах. Автомобільний туризм характеризується далекими подорожами в різних природно-кліматичних зонах, з відносно малою залежністю від погодних умов, що забезпечує високу автономність групи, і меншим фізичним навантаженням порівняно з іншими видами туризму, оскільки Падіння основного навантаження на транспортний засіб.Основними перешкодами для руху автомобіля є нетверді дороги, болота, каміння, сніг або пісок, мілини, гірські дороги та високі гірські перевали. Види активного туризму, які виділяють сьогодні, формувалися протягом десятиліть. Класифікація, що існує зараз, була остаточно сформована в 80-і рр. минулого століття. Тобто протягом більш ніж 20 років у цій класифікації нічого не змінювалося, хоча нові тенденції вже намітилися. Зокрема, відносно недавно стали виділяти такі види, як кінний і вітрильний туризм. Отже, сьогодні існують наступні види активного туризму: пішохідний; гірський; лижний; водний; велосипедний; мотоциклетний; автомобільний; вітрильний; спелеотуризм; кінний; комбінований.

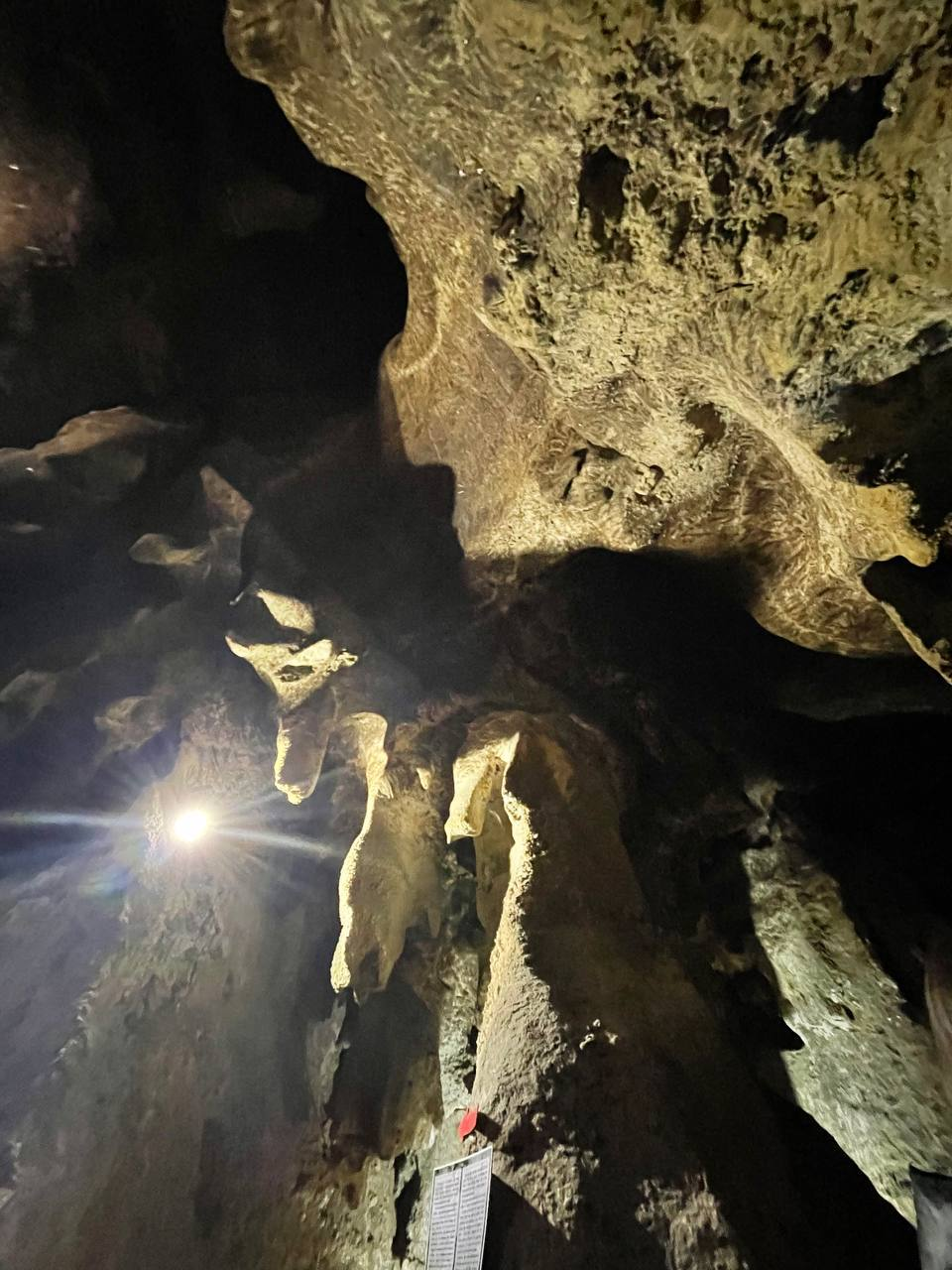
Печера "Кришталева"

Спелеотуризм — вид активного туризму з метою рухового, пізнавального та тренувального навчання в печерах. Відкриття нових печерних туристичних маршрутів поєднується з вивченням печерної спелеології. Цей спосіб пересування завоював резонанс у багатьох любителів підземних подорожей. Тут можна помилуватися казковими кам’яними квітами з кристалічних утворень, поплавати в підземних озерах, насолодитися печерними чудесами – сталактитами та сталагмітами. Спелеологія — наука про печери, що вивчає походження, морфологію, мікроклімат, воду, органічний світ, матеріальні культурні залишки та їх сучасне використання печер. Печери — це останні білі плями на карті світу, останній шанс потрапити туди, куди зайшли не тільки ноги людини, а й очі чи погляд фотоапарата. Щоб займатися спелеологією, необхідно пройти сувору фізичну, технічну та розумову підготовку. Печерний туризм відрізняється від інших видів туризму перш за все тим, що тут немає далеких подорожей. Основні особливості спелеологічного туризму - це складність підземних маршрутів, зумовлена великою розмаїтістю рельєфу печер (колодязі, завали, вузькі щілини, підземні ріки тощо).
Кінний туризм – відносно новий напрямок сучасного туризму, який з кожним роком набуває все більшої популярності. Я захопився верховою їздою, перш за все тому, що вона успішно вирішувала проблему зниження фізичних навантажень. Верхова їзда забезпечує рівномірне навантаження на всі м'язи і внутрішні органи вершника і позитивно впливає на здоров'я людини. Однак їзда верхи не виключає можливості ходьби вершника, що розподіляє навантаження на тіло. Кінний туризм доступний практично для всіх вікових груп.
Вітрильний туризм – відносно новий напрям у спортивному туризмі. Унікальність цього напрямку спортивного туризму полягає в тому, що вітрильний спорт дає можливість спілкуватися одночасно з двома природними стихіями: повітрям, морем і водою. При цьому турист, на відміну від типового яхтсмена, не втрачає зв'язок із третьою стихією - суходолом, де розташовані об'єкти культурно-пізнавального призначення, у туристів також є можливість ознайомитися з населенням країни, його традиціями й культурою. Таким чином, під вітрильним туризмом слід розуміти подорожі на легких складних човнах по прибережних маршрутах і внутрішніх водоймах.
Дайвінг – це підводний вид активного туризму. Він передбачає пірнання у підводні глибини за допомогою спеціального обладнання – акваланга. Сьогодні дайвінгом займаються як професіонали, так і любителі.
Спочатку дайвінгом займалися виключно у промислових цілях. Люди занурювалися для того, щоб досліджувати морське дно та добувати його мешканців. З розвитком туризму він став набувати популярності як новий вид розваги. Усім хотілося побачити те, що приховує цей загадковий водяний світ. Як вид спорту, дайвінг є молодим напрямком. Його офіційно затвердили лише у 2008 році.
Рафтинг - це вид активного туризму та спорту, в якому рафтери використовують надувний пліт для гонок з іншими командами. Команда, яка досягає місця призначення, виграє гонку. Перегони проводяться на бурхливій воді різного ступеня. Також обов'язково використовують подвійні леза для веслування човна.
Сплав не слід плутати з каное, каякінгом, гребним човном або човном-драконом, тому що у всіх цих варіантах використовуються різні човни, і вони мають різні правила. Рафтинг - активний відпочинок, у якому може брати участь будь яка людина, і команда.
Комбінована подорож. Існують деякі загальноприйняті умови, які слід враховувати при класифікації спільних походів: частини маршруту туру мають бути безперервними походами, тому їх можна класифікувати окремо. Найчастіше зустрічаються водні екскурсії, рідше — ландшафтні. Поєднати гірські та туристичні маршрути складно, тому що важко визначити, де закінчується гірська частина маршруту, а тому важко визначити, де починається туристична частина. Тому в альпійських регіонах всі походи класифікуються як гірські. Що стосується безкатегорійних походів, тобто таких, що не переслідують мету досягнення спортивних результатів, то тут дуже поширені гірські походи.

## Активний туризм в Україні
В Україні за декілька останніх років дана сфера стрімко просувається вперед, а саме: постійно виникають професійні туристичні агентства, що займаються туристичною діяльністю, постійно з’являються об’єкти активного відпочинку, постійно з’являються пункти обслуговування туристичного спорядження, постійно розширюються професійні бази розміщення. Проте попит на спорт і відпочинок серед вітчизняних туристів все ще не зростає. Активний туризм в Україні здебільшого індивідуальний, розвивається в туристичних клубах або групах.
Туристичні території України придатні для активного туризму

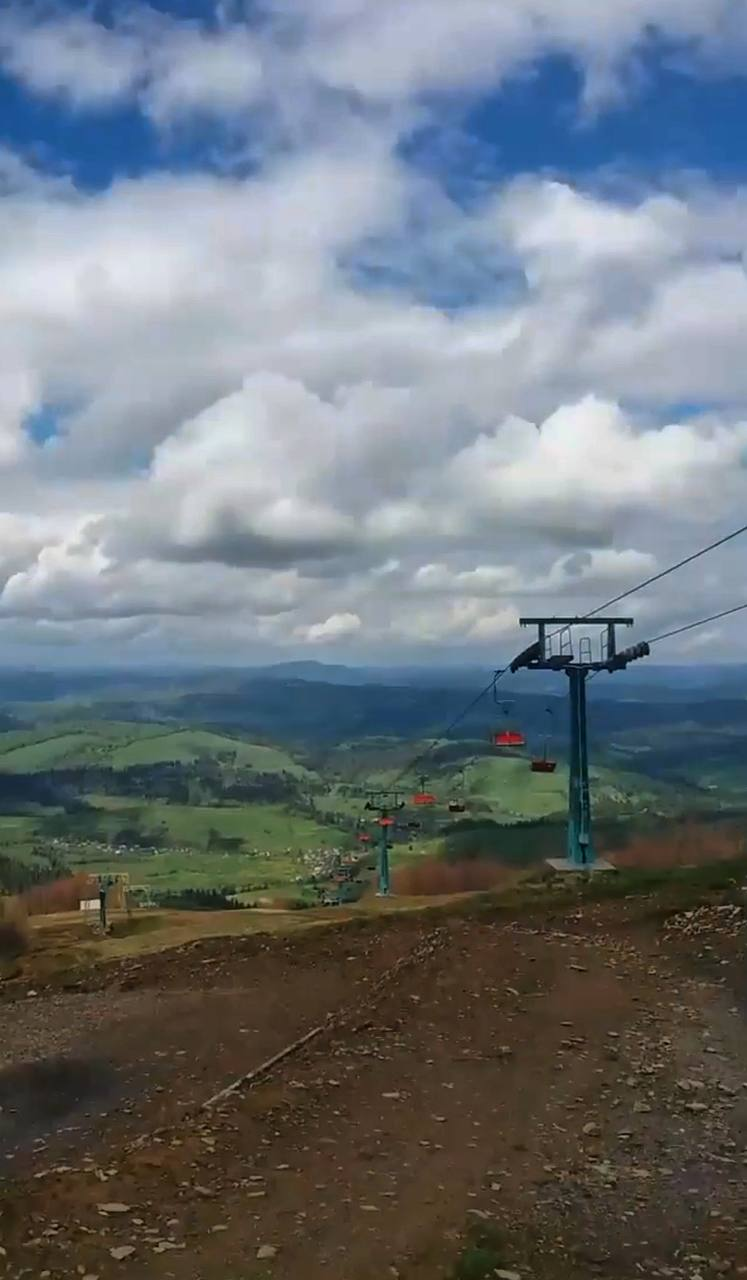
Гора Гимба, Карпати

#### Карпати
Молоді гори до 2061 метра над рівнем моря, вкриті лісами. Густа мережа гірських річок. Об’єкти природно-заповідного фонду мають високу концентрацію. Унікальні етнічні звичаї цієї місцевості зберігають характерні народні промисли. Оригінальні дерев'яні споруди церкви та хати
- Тут розроблені такі види туризму, як пішохідний, велосипедний, лижний, водолазний, екологія, кінний спорт, парапланеризм, комплексні заходи, змагання.

#### Придністров'я
Рівнинні території мають глибокі річкові долини у вигляді каньйонів. Цікаві геологічні особливості стінок каньйону (скельні виходи, гроти, печери, водоспади). Подільські Товтри – це залишки стародавнього коралового рифу. Особливий клімат регіону зумовлений специфікою рельєфу. Багато замків. Печери в гіпсових утвореннях з досить довгими ходами
- Активний туризм: водні види спорту, піші прогулянки, велосипедні прогулянки, аеронавігація, кінний спорт, екологія, парапланеризм, археологічні заняття

#### Причорномор'я
Територія з рівнинним рельєфом та степовою рослинністю, обмежена на півдні акваторіями Чорного та Азовського морів. Мілководні лимани з довгими піщаними косами - місця гніздування багатьох видів птахів, в тому числі рідкісних. Велика кількість заповідних територій, де охороняються степові рослинні угрупування та водно-болотні угіддя та сліди стародавніх культур    
- Активні види туризму: екологічний, бердвотчінг, вітрильний, водний, археологічний, парапланеризм, дайвінг, велосипедний, подієвий

#### Крим
Півострів має лугові рівнини на півночі та скелясті гори на півдні з висотою 1545 метрів і багатьма печерами. Велика кількість історичних та археологічних пам'яток. Біля півострова є мілководдя з цікавим підводним рельєфом, а також велика кількість затонулих предметів на дні моря.
- Види активного туризму: пішохідний, альпіністський, велосипедний, екскурсії печерами, дайвінг, парапланеризм, вітрильний спорт, верхова їзда, мультиетнічний, активний, скіпінг, каньйонінг, археологія

#### Подніпров'я
Горбиста рівнина з багатьма глибокими долинами. Води високого Дніпровського водосховища на правому березі. Унікальний рельєф Каніфського заповідника є результатом давнього зледеніння. Археологічні та історико-культурні надбання краю. Відомий центр народних промислів
- Активний туризм: велоспорт, вітрильний спорт, походи на параплані, повітряне плавання, лижі, скелелазіння, триатлон, археологія

#### Побужжя
Частина рівнинної України, де на поверхню виходить найдавніше геологічне утворення - Український кристалічний щит, у вигляді гранітних скель, порогів на річці Південний Буг та на її притоках. Залишки старих млинів у долині Південного Бугу. Археологічні та історичні пам'ятки              
- Активні види туризму: водний, скелелазіння, пішохідний, велосипедний

#### Полісся
Це рівнинна територія України, яка вкрита лісами, з високим рівнем вологості. Саме тут розташована густа мережа річок зі спокійною течією та піщаними берегами, знаходиться багато боліт та озер. Діє заповідний режим територій. Тут гарно збережена природа через важкодоступність регіону для масового туризму, традиційна дерев’яна архітектура, етнокультурні особливості. Також бережений давній народний промисел – бортництво.    
- Активний туризм: екологічний, велосипедний, водний кінний, скелелазіння

## Активний туризм в Японії
Японія — це острівна країна, розташована вздовж тихоокеанського узбережжя Східної Азії. Основні острови — Хоккайдо, Хонсю, Шікоку і Кюшю. Острови Рюкю (Окінава) лежать на 600 км південніше острова Кюсю. У цілому, Японський архіпелаг складається приблизно з 3000 малих островів.
Цього року Хоккайдо, найпівнічніша префектура Японії, спільно з JNTO прийняла провідну світову конференцію з активного туризму. Всесвітній саміт пригодницьких подорожей (ATWS) — це щорічна галузева зустріч, організована американською Торговельною асоціацією пригодницьких подорожей (ATTA), найбільшою глобальною мережею лідерів пригодницьких подорожей. Цьогорічна конференція була віртуальною подією, і Хоккайдо з нетерпінням чекає знову стати місцем проведення конференції ATWS у 2023 році.
Подорожі активного туризму дозволяють відвідувачам відчути країну на набагато глибшому рівні, ніж це можливо під час звичайних подорожей. ATTA визначає активний туризм як відпочинок, що складається з трьох основних компонентів: фізичної активності, зв’язку з природою та навколишнім середовищем та захоплюючого культурного досвіду.
JNTO рекламує Японію як місце для пригодницьких подорожей і бере участь у Всесвітньому саміті Adventure Travel з 2019 року, щоб продемонструвати визначні пам’ятки країни. Минулого року він запустив спеціальний веб-сайт, орієнтований на міжнародних подорожуючих.
ATWS 2021 проходив під темою « kyōsei », що означає «симбіоз» або два елементи, які живуть у гармонії та приносять взаємну користь. Хоккайдо є домом для корінного народу Айну, який приймає kyōsei , зберігаючи свою батьківщину та поважаючи природу та всі живі види.
Багато хто уявляє собі сучасні хмарочоси та гамірні міста, коли думають про Японію. Насправді це природна країна з величезним простором лісів і гір. Насправді ліси займають дві третини території Японії, площа якої майже не змінилася за останні 50 років.
Японія наділена багатою природою, і кожен регіон має свою різноманітну чарівність. Японський архіпелаг, що складається з понад 6800 островів, тягнеться з південного заходу на північний схід на 3000 км. Чотири характерні сезони додають особливого смаку та динамізму кожному регіону. У країні також є 34 національні парки, сім з яких включають території, включені до списку Всесвітньої спадщини ЮНЕСКО.
Природне середовище Японії дозволяє відвідувачам насолоджуватися різноманітними враженнями, включаючи походи, рафтинг і каное, а також дайвінг, катання на гірських велосипедах і зимові види спорту. Ті, хто відвідує сільську місцевість, також можуть відчути місцеву культуру та спосіб життя кожного регіону, вибираючи з різноманітних варіантів розміщення, починаючи від традиційних готелів із гарячими джерелами та закінчуючи розкішними готелями. Японія є ідеальним місцем для мандрівників-авантюристів, яким цікаво випробувати нові напрямки та види діяльності, а також для тих, хто хоче спілкуватися з природою та знайомитися з різними культурами з повагою.

### Кемпінг
Кемпінг. Благословенна приємним кліматом і пишним ландшафтом, Японія є фантастичним місцем для любителів кемпінгу або тих, хто просто хоче втекти від міської метушні. Кожен бажаючий може скористатися одним із багатьох добре обладнаних кемпінгів країни. Весна й осінь — особливо прекрасні пори року для відпочинку на свіжому повітрі.

### Каньонінг
Каньйонінг, який також називають «кайонінгом», стає все більш популярним видом діяльності в Японії. Поєднання скелелазіння, плавання, піших прогулянок і навіть спуску на канаті вздовж водних шляхів крізь скельні утворення. Каньйонінг — це неймовірне задоволення, яким можуть насолоджуватися як діти, так і дорослі, що робить його чудовим сімейним заняттям.

### Спелеотуризм
Спелеотуризм — це, як випливає з назви, діяльність із дослідження печер. Хоча Японія не має великої репутації спелеології, вона є домом для кількох дивовижних печер, і оскільки цей вид спорту набуває популярності, можна очікувати, що печер буде відкрито більше. Відомі печери знаходяться на південній стороні Еносіми. Перша, протяжністю 153 метри, розташована на заході острова, й на глибині 145 метрів розгалужується ще на дві субпечери, які, згідно з буддійської концепції Сінгтон Рйокай Мандара (яп. Ryōkai Mandara) названі: Таїз (яп. Taizō) ліворуч, і Конго (яп. Kongō) праворуч. Друга печера, протяжністю 56 метрів, що розташована на сході острова — присвячена божеству-дракону, який вважається богом-покровителем рибалок.

### Альпінізм
Альпінізм. Альпінізм поєднує в собі піші прогулянки, скелелазіння, катання на лижах і подолання гірських ландшафтів у будь-яку пору року, включно зі сніжною зимою. На відміну від піших прогулянок, якими може насолоджуватися майже будь-хто, альпінізм зазвичай вимагає високого рівня навичок і спеціального спорядження, а також елементу ризику, і його слід здійснювати лише з достатнім досвідом і в партнерстві з іншими досвідченими альпіністами та/або гідом. Зайве говорити, що тут розташована більшість найвищих гір Японії, Центральна Японія є головним місцем для альпінізму в країні. Скелелазіння є визнаним і популярним видом спорту в Японії, і, за оцінками, сімдесят відсотків суші вважаються горами, тому не дивно, що є багато скель, які чекають свого підкорення. Оскільки більшість найвищих гір Японії знаходяться в Японських Альпах у Центральній Японії. Цей регіон є домом для багатьох найкращих скель у країні і відповідно найвідомішою точкою для активного туризму - альпінізму.

### Велотуризм
Велотуризм. Японія не має традицій Європи та Північної Америки, коли йдеться про велоспорт як вид спорту, однак ситуація змінюється. Велоспорт у всіх формах швидко стає все більш популярним як рекреаційний вид спорту в Японії. Країна може похвалитися чудовою системою доріг і кількома справді вражаючими прибережними та гірськими велосипедними маршрутами – чудовий спосіб дослідити цю дуже довгу та захоплюючу країну.

### Риболовля
Риболовля. В Японії рибалка є надзвичайно популярною розвагою. Від риболовлі нахлистом у альпійських річках Нагано та Центральної Японії до глибоководної риболовлі на Окінаві та Хоккайдо – рибалкам є чим зайнятися.

### Кінний туризм
Кінний туризм. Хоча зв’язок між Японією та верховою їздою може не відразу прийти в голову, це популярний вид спорту тут, яким можна насолоджуватися в таких регіонах, як Центральна Японія та Хоккайдо. Кінні перегони є популярним видом спорту, де багато японських коней змагаються та перемагають у великих перегонах по всьому світу, а відвідувачі можуть насолоджуватися верховою їздою в різних місцях, зокрема в долині Кісо в Центральній Японії.

### Каякінг
Каякінг — це чудовий спосіб дослідити численні красиві річки й озера Японії, причому Центральна Японія знову є одним із найкращих регіонів для цього. Річки, де розташовані більшість найвищих гір Японії, часто беруть свій початок у верхніх частинах хребтів і течуть у нижній світ. Таким чином, Центральна Японія благословлена одними з найкращих в Японії байдарками. Звичайно, тут також є багато цікавого для вивчення, а веслування на байдарках і каное є популярною розвагою для сімей.

### Лижний туризм
Лижний туризм. Маючи понад 500 гірськолижних курортів і снігові умови справді світового рівня, Японія може претендувати на те, щоб стати найкращим місцем для зимових видів спорту в Азії. Курорти розташовані по всій східній частині країни в Центральній і Північній Японії. Нагано є домом для найбільшої кількості курортів – понад 80 окремих гірськолижних курортів — у той час як сусідні Ніїґата, Гіфу, Гунма та більш віддалені префектури Тохоку також мають свою частку. Звичайно, найбільшим суперником Нагано взимку є Хоккайдо на півночі, який може похвалитися справді видатним снігом і чудовими курортами. Сніг дійсно фантастичний, курорти добре організовані та доступні, а люди привітні.